# Casa Ayxalà
La Casa Ayxalà era un edifici de l'Arboç inclosa en l'Inventari del Patrimoni Arquitectònic de Catalunya, actualment desaparegut.

## Descripció
El conjunt, ja que la casa es componia de dos edificis, es trobava bastant malmès en els seus darrers anys. Els dos edificis separats per una canalera, presentaven tres plantes. Els baixos tenien una porta d'arc rebaixat i a la banda dreta, un balcó d'una sola porta balconera que presenta a la part de sota una finestra rectangular amb reixa. La planta noble constava d'una gran balconada que recorria tota la façana i que tenia tres portes balconeres de llinda i una base decorada amb rajoletes de color verd i blanc descrivint un bonic zig-zag. Aquesta gran balconada era sostinguda per unes mènsules de ferro i per uns ferros enganxats a la paret. La segona planta presentava una galeria d'arcs rebaixats amb una barana al davant, a la dreta, i dues finestres rectangulars junt amb un ràfec de considerable grandària a l'esquerra.

## Història
Aquest edifici era abans del Sr. Ayxalà del Papiol. Darrerament era utilitzat com a magatzem de desembaràs. L'edifici tenia la balconada més llarga de la vila.